# Conjunto de resultados
Um conjunto de resultados SQL é um conjunto de linhas de um banco de dados, bem como metadados sobre a consulta como nomes de coluna e os tipos e tamanhos de cada coluna. Dependendo do sistema de banco de dados, o número de linhas no conjunto de resultados pode ou não ser conhecido. Normalmente, este número não é conhecido de antemão, pois o conjunto de resultados é construído por demanda. Pré-computações geralmente impõem impactos de desempenho indesejados.
Um conjunto de resultados é uma tabela efetivamente. A cláusula ORDER BY pode ser usada em uma consulta para impor uma certa condição de classificação nas linhas. Sem esta cláusula, não há qualquer garantia sobre a ordem em que as linhas são retornadas.